# 張鎣
張鎣（1423年—1493年），字廷器，號簡菴，直隶华亭县（今上海市松江區）人，明朝政治人物，同進士出身。

## 生平
正統十三年（1448年）登戊辰科進士。景泰初，授監察御史，歷官江西按察使司副使、陝西左布政使。成化三年（1467）擔任右副都御史巡撫寧夏。后因父喪丁憂，除服后，起用巡撫河間等地，改大同巡撫，之後歷任刑部右侍郎、刑部左侍郎。成化十八年（1482）升任刑部尚書。次年加太子少保。又過一年，因丁憂歸鄉。弘治元年（1488年）擔任南京兵部尚書，卒於任上，贈太子太保，謚莊懿。

## 佚事
張鎣為人寬厚。任監察御史時，巡按山東，初到臨清，路過酒家旗標懸掛過低，將其烏紗帽打落，人以為不吉，張鎣不以為意。次日，當地知州將酒家押來官署請罪，張鎣僅溫和勸誡，隨即遣出。任刑部尚書時，路遇醉漢搶去其藤棍，次日醉漢酒醒方悟闖禍，跪在長安街請罪，張鎣僅命人取回其棍，不再追究。